# Quinto Túlio Cícero
Quinto Túlio Cícero (em latim: Quintus Tullius Cicero; 102 a.C.–43 a.C. (59 anos)) foi um político e general romano da gente Túlia que atuou sob o comando de Júlio César durante as Guerras Gálicas. É conhecido principalmente por ter sido o irmão mais novo do famoso orador Cícero, cônsul em 63 a.C. Seu pai era um rico equestre e proprietário de terras da região de Arpinum, a cerca de 100 quilômetros de Roma.

## Carreira
Quinto Cícero foi enviado para ser educado com seu irmão em Roma, em Atenas e provavelmente em Rodes entre 79 e 77 a.C.. Por volta de 70 a.C., Cícero casou-se com Pompônia Ática, irmã de Ático, amigo de seu irmão, uma mulher dominadora de personalidade forte. Os dois se divorciaram depois de um longo e tumultuado casamento em 45 a.C. deixando um filho, nascido em 66 a.C. e chamado Quinto Túlio Cícero como o pai. Seu irmão tentou várias vezes reconciliar o casal, mas sem sucesso
Em 66 a.C., ano do nascimento de seu filho, Cícero foi edil e, quatro anos depois, pretor, o que o qualificou para assumir o governo propretoriano da Ásia entre 61 e 59. Sob o comando de Júlio César durante as Guerras Gálicas, Cícero foi legado e acompanhou a invasão da Britânia em 54 a.C. No ano seguinte, sobreviveu a um cerco ao seu acampamento durante a Revolta de Ambiórix. Finalmente, em 51 a.C., serviu sob o comando de seu irmão na Cilícia. Durante as guerra civil, Cícero apoiou a facção dos pompeianos, mas conseguiu ser perdoado por Júlio César depois que ele se saiu vitorioso.
Depois do assassinato de Júlio César e da vitória dos triúnviros sobre os liberatores, Quinto e seu irmão foram proscritos por ordem de Marco Antônio. Os dois fugiram para Túsculo, mas Quinto seguiu para Arpinum para conseguir dinheiro para um exílio. Contudo, seu filho, Quinto, foi capturado e torturado e acabou entregando o paradeiro de seu pai. Quando Quinto (pai) soube do ocorrido, ele imediatamente se entregou na esperança de salvar o filho, mas no fim, pai, filho e seu irmão famoso foram todos assassinados em 43 a.C..

## Personalidade e relação com Cícero
Quinto é retratado por César como um bravo soldado e um líder inspirador. Num momento crítico das Guerras Gálicas, ele conseguiu levantar sua legião e se recuperou de uma situação praticamente perdida, o que lhe valeu um elogio de César. Porém, ele teria sido responsável por um quase-desastre na Gália, mas César não o condenou por isso.
Quinto tinha um temperamento impulsivo e tinha acessos de crueldade durante suas campanhas militares, um comportamento que era criticado pelos romanos a época. O ideal romano (e estoico) era controlar as emoções, mesmo no calor do combate. Quinto também gostava de punições duras e antiquadas, como colocar uma pessoa condenada de patricídio num saco e atirá-la ao mar, o que ele efetivamente fez durante seu mandato na Ásia. Seu irmão confessou em uma de suas cartas a Ático (escrita em 51 a.C., durante seu proconsulado na Cilícia no qual trabalhou com Quinto) que ele não ousava deixar Quinto sozinho, pois temia as ideias súbitas que ele pudesse ter. Do lado positivo, Quinto era absolutamente honesto, mesmo como governador de província, um posto que geralmente permitia um enriquecimento significativo. Ele também era culto e educado e gostava de tragédias gregas, tendo ele próprio escrito algumas.
A relação entre os dois irmãos era geralmente afetuosa, exceto por um período de sério desentendimento entre eles durante a ditadura de César entre 49 e 44 a.C.. As muitas cartas de Cícero "ad Quintum fratrem" revelam o quão profunda e afetuosa a relação entre os dois era, apesar de Marco, geralmente ter desempenhado o papel "mais velho e mais experiente" dando sermões ao irmão sobre o que seria mais correto fazer. É possível que Quinto tenha sentido, às vezes, que o auto-centrado Marco só pensava em termos de como seu irmão poderia atrapalhar ou ajudar sua própria carreira política segundo E. Rawson.

## Obras
Como escritor, escrevendo durante as Guerras Gálicas, Quinto escreveu quatro tragédias em estilo grego. Todas se perderam e são conhecidos os títulos de três delas, "Troas", "Erigones" e "Electra". Ele também escreveu vários poemas sobre a campanha de César na Britânia, três cartas a Tiro (ainda existentes) e uma quarta ao seu irmão. Esta última, chamada "Commentariolum Petitionis" ("Pequeno comentário sobre eleições"), também sobreviveu, apesar de sua autenticidade ser objeto de críticas. 